# The Slave Hunters
The Slave Hunters (en hangul, 추노; en hanja, 推奴; romanización revisada, Chuno), también conocida en español como Cazador de esclavos, es una serie de televisión surcoreana de ficción histórica emitida durante 2010 por KBS 2TV, que se sitúa en la Dinastía Joseon, sobre un cazador de esclavos que rastrea a un cautivo convertido en fugitivo, y también busca a la mujer que ama. Fue dirigida por Kwak Jung Hwan y protagonizada por Jang Hyuk, Oh Ji Ho, Lee Da Hae, Gong Hyung Jin y Lee Jong-hyuk.
Fue transmitida desde el 6 de enero hasta el 25 de marzo de 2010. La serie lideró durante 7 semanas consecutivas las listas de audiencias calificando como el programa más visto durante su periodo de emisión, con un promedio de 31,7 % y alcanzando un máximo de 35,9 %. The Slave Hunters obtuvo reconocimientos en los Seoul International Drama Awards y KBS Drama Awards, y Jang Hyuk recibió una nominación como mejor actor en los Premios Emmy Internacional de 2011, por su actuación en la serie.

## Argumento
Lee Dae Gil es un hombre de una familia noble, cuya vida queda arruinada por Keun Nom, un esclavo propiedad de la familia Dae, debido a que la hermana de él, Un Nyun y Dae Gil se enamoran, ante eso, los padres de Dae Gil encierran a Un Nyun en un cobertizo y la dejan morir por deshidratación. Keun Nom incendia la casa de Dae Gil mientras la rescataba, además, utiliza una hoz para lesionar la cara de Dae Gil. La casa se derrumba poco después, y los dos esclavos creen que Dae Gil estaba muerto. Keun Nom huye con Un Nyun y tras acumular la riqueza suficiente para comprar un Jokbo (libro Genealógico) de una familia noble. Asumiendo la identidad yangban de la familia Kim, cambian sus nombres a Kim Seong Hwan, y Kim Hye Won.
Impulsado por su deseo de venganza, así como su obsesión y amor por Un Nyun, Dae Gil perdura diez años duros viviendo en la calle, hasta que se hace reconocido como un cazador de esclavos, llevando un bosquejo de la Un Nyun en todo momento, nunca detiene su búsqueda donde quiera que vaya. Song Tae Ha es un general militar que lleva años sirviendo al príncipe de la Corona Sohyeon en China; Sohyeon se ha mantenido como rehén después que Joseon perdió la guerra con Qing. Tras su liberación, se ven envueltos en una agitación política aún más grande. El príncipe de la corona muere en circunstancias sospechosas y poco después de regresar a Joseon, la princesa de la corona, además dos de sus tres hijos pequeños. también mueren, y el hijo más joven queda exiliado en la isla de Jeju. Tae Ha queda castigado por el robo de raciones militares, volviendo a ser esclavo, junto con sus subordinados leales.
Cuando Tae Ha se entera de que el exiliado hijo más joven del difunto príncipe, el único heredero legítimo de la corona, está en peligro, se decide por protegerlo y lo declaran el nuevo príncipe heredero al trono. Él escapa del trabajo forzoso y pone en marcha su viaje a la isla de Jeju. En el camino, Tae Ha se encuentra con Hye Won/Un nyun, que está en carrera por un matrimonio arreglado con un poderoso noble, rescatándola del peligro. Dae Gil es contratado para capturar a Tae Ha y lo persigue, aunque sin el conocimiento de que es Dae Gil, viaja y comienza una relación sentimental con la mujer que estuvo obsesionado buscándola por de diez años.

## Reparto

### Personajes principales
- Jang Hyuk como Lee Dae Gil.
- Oh Ji Ho como Song Tae Ha.
- Lee Da Hae como Un Nyun / Kim Hye Won.
- Gong Hyung Jin como Eop Bok.
- Lee Jong-hyuk como Hwang Chul-woong.

### Personajes secundarios
- Han Jung Soo como Choi Jang Goon.
- Kim Ji Suk como Wang Son.
- Kim Ha Eun como Seol Hwa.
- Sung Dong Il como Chun Ji Ho.
- Lee Han-wi como Misionero Pogyo Oh.
- Ahn Kil-kang como Jjak-gwi.
- Yoon Moon Sik como Doctor.
- Jo Mi Ryung como Keun Jumo.
- Yoon Joo Hee como Jakeun Jumo.
- Kim Jong Suk como Mandeuk.
- Go In Bum como Padre de Dae Gil.
- Cho Jin Woong como Kwak Han Seom.
- Yoon Ji-min como Yoon-ji.[6]
- Jo Sung Il como Lee Kwang Jae
- Yoon Dong Hwan como General Qing.
- Lee Dae Ro como Lim Yeong Ho.
- Choi Deok-moon como Jo Sun-bi.
- Kim Kap-soo como Rey Injo de Joseon.

### Apariciones invitadas
- Jo Sung-ha como el ministro Lee Jae-joon.
- Lee Won-jong

## Recepción

### Audiencia
En Azul la audiencia más baja y en rojo la más alta, correspondientes a las empresas medidoras TNms y AGB Nielsen.
| Ep. #    | Fecha de estreno      | Share        | Share        | Share       | Share       |
| Ep. #    | Fecha de estreno      | TNmS Ratings | TNmS Ratings | AGB Nielsen | AGB Nielsen |
| Ep. #    | Fecha de estreno      | Nacional     | Seúl         | Nacional    | Seúl        |
| -------- | --------------------- | ------------ | ------------ | ----------- | ----------- |
| 1        | 6 de enero de 2010    | 22.9 %       | 23.8 %       | 19.7 %      | 20.4 %      |
| 2        | 7 de enero de 2010    | 24.8 %       | 25.3 %       | 22.4 %      | 24.5 %      |
| 3        | 13 de enero de 2010   | 27.2 %       | 27.6 %       | 26.4 %      | 27.9 %      |
| 4        | 14 de enero de 2010   | 30.8 %       | 31.4 %       | 28.2 %      | 29.2 %      |
| 5        | 20 de enero de 2010   | 30.3 %       | 31.0 %       | 30.8 %      | 30.8 %      |
| 6        | 21 de enero de 2010   | 33.7 %       | 34.9 %       | 32.0 %      | 33.5 %      |
| 7        | 27 de enero de 2010   | 31.6 %       | 31.7 %       | 34.0 %      | 36.1 %      |
| 8        | 28 de enero de 2010   | 33.5 %       | 34.3 %       | 31.9 %      | 33.8 %      |
| 9        | 3 de febrero de 2010  | 34.6 %       | 35.2 %       | 32.1 %      | 32.4 %      |
| 10       | 4 de febrero de 2010  | 35.0 %       | 35.8 %       | 31.4 %      | 31.9 %      |
| 11       | 10 de febrero de 2010 | 32.5 %       | 32.6 %       | 32.1 %      | 33.7 %      |
| 12       | 11 de febrero de 2010 | 33.9 %       | 34.0 %       | 31.2 %      | 31.4 %      |
| 13       | 17 de febrero de 2010 | 32.5 %       | 32.4 %       | 31.8 %      | 33.7 %      |
| 14       | 18 de febrero de 2010 | 31.9 %       | 31.7 %       | 30.6 %      | 31.7 %      |
| 15       | 24 de febrero de 2010 | 31.9 %       | 32.2 %       | 31.3 %      | 33.7 %      |
| 16       | 25 de febrero de 2010 | 33.4 %       | 33.6 %       | 31.5 %      | 33.1 %      |
| 17       | 3 de marzo de 2010    | 31.6 %       | 31.8 %       | 32.2 %      | 34.1 %      |
| 18       | 4 de marzo de 2010    | 33.8 %       | 33.8 %       | 33.0 %      | 33.7 %      |
| 19       | 10 de marzo de 2010   | 33.5 %       | 34.0 %       | 31.4 %      | 31.6 %      |
| 20       | 11 de marzo de 2010   | 32.0 %       | 31.5 %       | 31.2 %      | 32.9 %      |
| 21       | 17 de marzo de 2010   | 31.2 %       | 30.9 %       | 28.9 %      | 29.1 %      |
| 22       | 18 de marzo de 2010   | 30.4 %       | 29.6 %       | 29.2 %      | 29.7 %      |
| 23       | 24 de marzo de 2010   | 32.8 %       | 33.2 %       | 31.1 %      | 32.2 %      |
| 24       | 25 de marzo de 2010   | 35.9 %       | 36.3 %       | 32.1 %      | 33.5 %      |
| Promedio | Promedio              | 31.7 %       | 32.0 %       | 30.3 %      | 31.4 %      |

## Premios y nominaciones
| Año  | Categoría                   | Premios           | Nominado      | Resultado |
| ---- | --------------------------- | ----------------- | ------------- | --------- |
| 2010 | Top Excellence Award, Actor | Premios KBS Drama | Lee Jong-hyuk | Nominado  |

## Emisión internacional
- Hong Kong: TVB (2010).
- Japón: So-net (2010), Mnet Japan (2010), BS Japan (2011) y TV Tokyo (2011).
- Mongolia: Mongol TV.
- Polonia: Tele 5 (2010).
- Singapur: VV Drama (2010)
- Tailandia: Channel 3 (2011).
- Taiwán: GTV.